# Hopea philippinensis
Hopea philippinensis är en tvåhjärtbladig växtart som beskrevs av William Turner Thiselton Dyer. Hopea philippinensis ingår i släktet Hopea och familjen Dipterocarpaceae. Inga underarter finns listade i Catalogue of Life.